# Euchrysops major
Euchrysops major är en fjärilsart som beskrevs av George Thomas Bethune-Baker 1922. Euchrysops major ingår i släktet Euchrysops och familjen juvelvingar. Inga underarter finns listade i Catalogue of Life.